# Yafu
Yafu – gaun wikas samiti we wschodniej części Nepalu w strefie Kośi w dystrykcie Sankhuwasabha. Według nepalskiego spisu powszechnego z 2001 roku liczył on 542 gospodarstw domowych i 2663 mieszkańców (1401 kobiet i 1262 mężczyzn).